# لوسيرنا سان جيوفاني

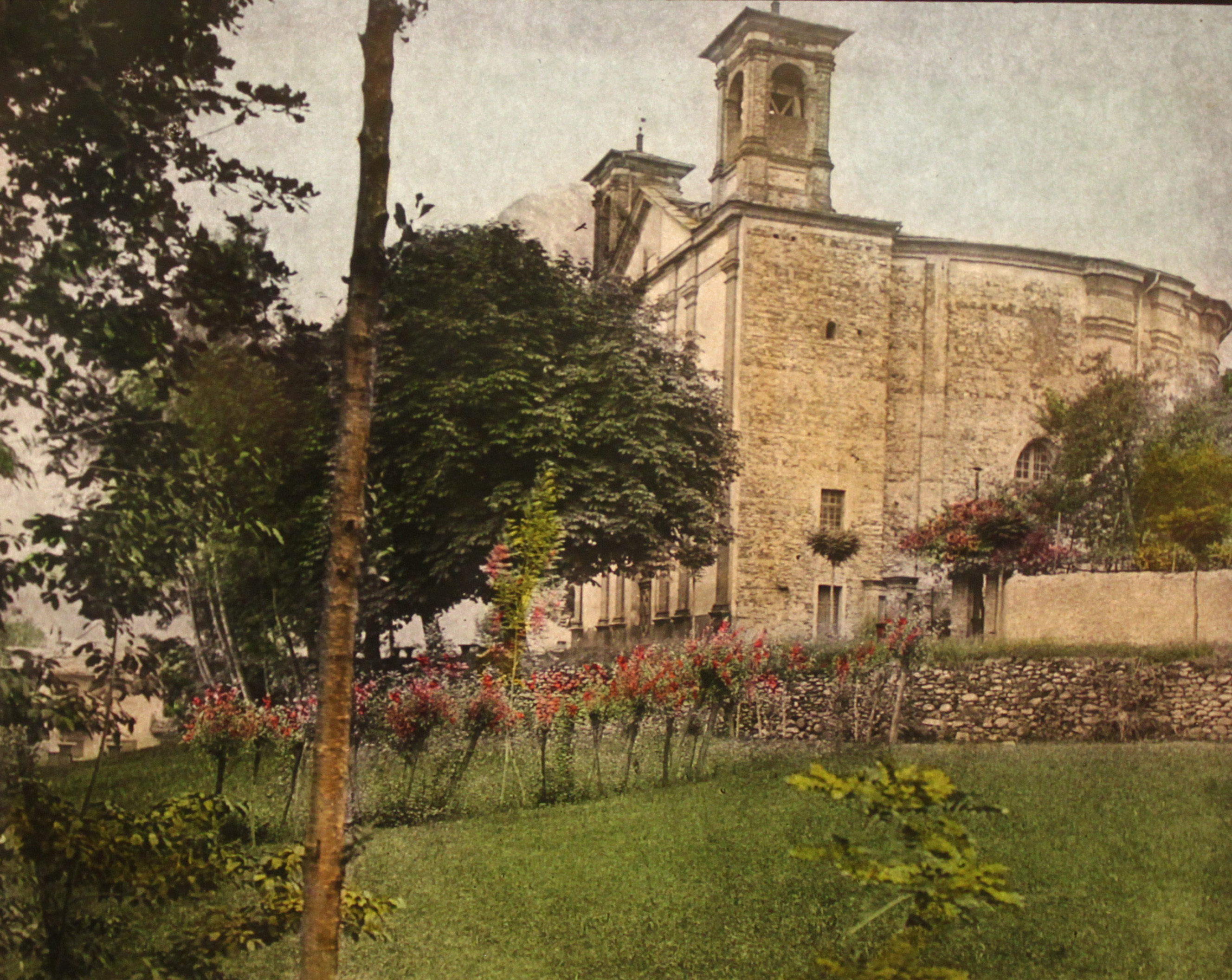
الكنيسة في سان جيوفاني.

لوسيرنا سان جيوفاني (بالأوكيتانية: Luzerna e San Jan ، وبالبييمونتي: Luserna e San Gioann، وبالفرنسية: Lucerne Saint-Jean) هي بلدية في مدينة تورينو عاصمة إقليم بييمونتي وأكبر مدنها في دولة إيطاليا، وتقع في فال بيليس حوالي 45 كيلومتر (28 ميل) جنوب غرب تورينو.
تحُد بلدية لوسيرنا سان جيوفاني البلديات التالية: بلدية أنجروجنا وبلدية بريتشراسيو وبلدية توري بيلليس وبلدية بيبيانا وبلدية لوسيرنتا وبلدية رورا (بييمونتي) وبلدية باجنولو بيمونتي.

## تاريخها
كانت سان جيوفاني ولوسيرنا قريتين منفصلتين وقد إندمجتا في عام 1872., وفيها كافاريل وهو تكتل شوكولاتة إيطالي أُنشئ في عام 1826.

## البلدات التوأم - المدن الشقيقة
لدى لوسيرنا سان جيوفاني إتفاقية تعاون مع:
- بلدية Prievidza في غرب المنطقة الوسطى لسلوفاكيا.
- بلدية Savines-le-Lac في جنوب شرق فرنسا.
- بلدية Colonia Valdense في جنوب غرب الأوروغواي.

## روابط خارجية
- الموقع الرسمي